# Cockley Beck
Koordinaten: 54° 23′ 52,4″ N, 3° 9′ 55,3″ W

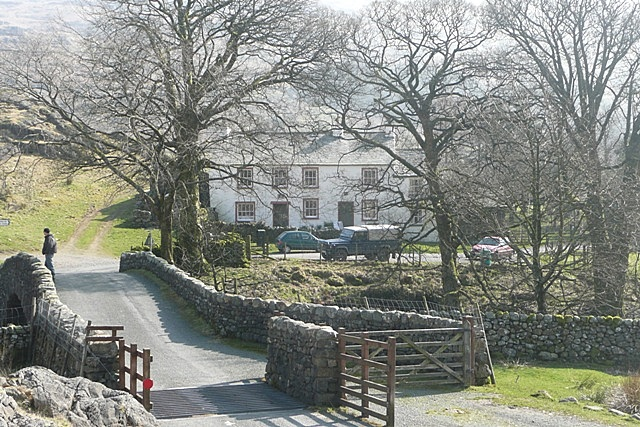
Cockley Beck und die Brücke über den River Duddon

Cockley Beck ist ein Weiler im Duddon Valley am Fuß des Hardknott Pass in Cumbria, England.
Die Siedlung war Ort einer nicht mehr betriebenen Kupfermine.